# Mortal Kombat: Deadly Alliance
Mortal Kombat: Deadly Alliance је борбена видео игра из 2002. коју је развио и објавио Midway Games за Xbox, Плејстејшн 2, GameCube и Game Boy Advance. Била је то прва потпуно нова борбена игра Мортал Комбат произведена искључиво за кућне конзоле, без претходног издања аркада. Deadly Alliance је хронолошки пета главна игра у серији Mortal Kombat. Његова прича се фокусира на истоимени савез између чаробњака Кван Чија и Шанг Цунга и њихових планова за оживљавање древне војске за освајање Спољног света и Земаљског царства. Игра је једини главни део који не приказује протагониста серије Лиу Канга као лика за игру. То је такође прва игра у серији канона у којој нема кокреатора Џона Тобијаса који је напустио Мидвеј 1999. да би се бавио другим интересима.
Поред оригиналног Game Boy Advance порта за Deadly Alliance, друга верзија под називом Mortal Kombat: Tournament Edition је објављена 25. августа 2003. Турнирско издање је садржало ликове изостављене из првог порта, заједно са ликовима који нису присутни у другим верзијама као што су Сектор, Нуб Сајбот и Сарена.

## Играње
Као и све игре серијала Mortal Kombat, Deadly Alliance се у великој мери фокусира на своје борбене модове. Игра је потпуно другачија од оног у претходним уносима у франшизи. Сваки лик сада поседује три индивидуална стила борбе,  углавном два стила прса у прса и један стил оружја (осим Блејза и Мокапа, који су добили три стила прса у руку и без стила оружја) између којих играчи могу да пребацују притиском на дугме. У претходним играма, осим „dial-a-combos“, сви ликови су се борили практично идентично, са само посебним потезима који су их разликовали. Број специјалних потеза по лику (који се могу користити у било ком стилу борбе) је такође смањен, варирајући само од два до четири за већину, што је приморало играча да користи побољшани систем борбе. Ликови више не могу да трче, а нема ни мерача трчања. Међутим, иако је и даље ограничено само на померање у позадину и први план, кретање у трећој димензији је много лакше и може се користити континуирано (у Mortal Kombat 4, прелазак у страну је мапиран на два различита дугмета и могао се извести брзином од око једног друго). Да би спречили борце да напусте арену, границе које су иначе невидљиве се појављују када се борац удари о ивицу.
Модели ликова су постали реалистичнији. Месо ће се померати или на лику док се он или она креће. Интеракција са окружењем је присутна, али ретка. Неколико нивоа укључује препреке—као што су стубови или статуе—које се могу разбити да би оштетиле противника који стоји у близини. Постоји само један Fatality по лику, док су претходне игре укључивале много начина да се докрајчи противник. Заједно са Mortal Kombat X (док их XL печа није додала у Mortal Kombat X), то је једина друга Mortal Kombat игра која не укључује Stage Fatalities, иако ниво Acid Bath још увек поседује специјалне статуе које повраћају киселином које се зову Acid Buddhas штете директно борцима који су им превише близу.
Deadly Alliance уводи режим Konquest, који проширује причу и делује као водич за сваки лик. Konquest режим се састоји од низа мисија које треба завршити са сваким од ликова. Између сваке секвенце, приказан је видео монаха који се креће између различитих локација на путу Konquest, али то нема никаквог стварног утицаја на саму игру осим да симулира осећај путовања. Након што заврши осам почетних „ kombat задатака“ са Суб-Зеро, играч добија инструкције да заврши одређени скуп задатака са сваким ликом, који варирају од извођења тешких комбинација до пораза противника. Свака серија долази са текстуалним упутствима која укључују основну причу која даље улази у позадину и мотиве сваког лика. Ликови Блејз и Мокап се могу откључати само довршавањем свих фаза Konquest. По завршетку сваке мисије (почетне тежине за сваки лик која се повећава по мисији), играч је награђен одређеним бројем „koins“ који служе као валута у игри за отварање koffins у krypt и откључавање тајни у игри.
Krypt је функција у којој играч може да купи додатке са koins зарађеним у редовној игри и у режиму Konquest. Krypt се састоји од 676 „koffins“ распоређених у квадратном формату од којих је сваки означен по абецедном реду ознаком од два слова (АА–ЗЗ). Koffins су испуњени огромним бројем тајни и могућности за откључавање. Сваки koffin има различиту назначену цену, наведену у броју (од 1 до хиљада) и типу (злато, рубин, сафир, жад, оникс и платина) koins које би коштало отварање koffin. Krypt укључује ликове који се могу откључати, арене и алтернативне костиме. Међу koffins су и разни видео снимци, слике, концептуалне скице и цео стрип Mortal Kombat Collector's Edition. Неки koffins су садржавали koins који су се могли користити за друге koffins, други су садржавали наговештаје о томе где се други предмети налазе, а трећи су чак били празни.
Test Your Might, оригинална мини-игра серије Mortal Kombat, враћа се први пут од оригиналне игре, а укључена је и варијација Test Your Sight. У Test Your Sight, лик стоји испред сета шољица, а игра показује играчу која шоља садржи икону Mortal Kombat логотипа. Шоље тада почињу да се померају насумичним редоследом, а на крају треба изабрати шољу која садржи икону. Како играч напредује кроз мини-игру, број шољица се повећава, као и брзина којом се шољице крећу. На вишим нивоима, камера би се чак померала како би отежала играчу да прати кретање иконе. Успех у Test Your Might и Test Your Sight награђује играча koins.
Mortal Kombat: Tournament Edition само за Game Boy Advance додаје три мода: Survival, Tag Team и Practice, као и Fatalities од оружја. Иако обе ГБА верзије садрже 2Д спрaјтове, Tournament Edition је била прва преносива Mortal Kombat игре која је имала 3Д стил игре.

## Прича
На крају Mortal Kombat 4 (што је Шкорпионов канонски завршетак), Кван Чи је открио да је убица Шкорпионове породице и клана, пре него што је покушао да га пошаље назад у Подземно царство. Шкорпион, подстакнут убиственим бесом, зграбио је Кван Чија у последњем тренутку, водећи чаробњака са собом. У уводу у Deadly Alliance, открива се да је Кван Чи успео да побегне из Подземног царства, користећи амајлију коју је украо од Шинока. Појављује се у гробници која садржи неколико мумифицираних остатака и древни рунски камен, који открива да су остаци "непобедива" војска давно заборављеног владара Спољашњег света, познатог једноставно као "Краљ змајева". Сазнавши да се може оживети, Кван Чи формира савез са Шанг Цунгом, нудећи му бескрајну залиху душа у замену да пресађује душе поражених ратника у војску. Њих двоје раде заједно да поразе и убију Шао Кана и Лиу Канга, две највеће претње њиховим плановима. У немогућности да се меша као Старији Бог, Рејден предаје свој статус након што је схватио да је Земаљско царство осуђено на пропаст, уколико савез победи.
У Deadly Alliance-у, играч добија информације о позадинским причама ликова и њиховим међусобним односима углавном током Konquest мода, али и путем биографија које се могу добити у Krypt-у. Игра се одвија у окружењу научне фантастике, при чему се већина догађаја у игри дешава у измишљеним областима серије Mortal Kombat. Прича почиње у Подземном царству (иако ово није ниво за играње), а касније се пребацује на Спољашњи свет, Edenia и на крају Земаљско царство. Да би у потпуности разумео заплет Deadly Alliance-а, играч мора не само да заврши Konquest режим већ и Аркадни режим. Као и обично, довршавање Аркадног режима откључава завршетак за сваки лик, али се само неколико завршетака или њихови делови сматрају делом континуитета Mortal Kombat приче. Неки завршеци су чак и контрадикторни. Шта се заиста догодило ликовима откривено је тек у наставку Mortal Kombat: Deception, чиме је Deadly Alliance прва игра у серији која има непрекидни завршетак који укључује губитке хероја и излазак негативаца као победнике.

## Ликови
Игра садржи 21 лика за игру, са два додатна тајна лика и једним који се не може играти.
Нови ликови:
- Блејз – Огроман ватрени елементал који има задатак да чува јаје краља змајева (тајни лик).
- Бо' Раи Чо – родом из Јовијалног Спољашњег света и бивши тренер Лиу Канга.
- Драхмин – Онај из Подземног света који се освети Куан Чију јер га је напустио у царству након што је помогао чаробњаку да побегне.
- Фрост – Суб-Зеро-ов први Лин Куеи приправник коме недостаје понизност.
- Хсу Хао – оперативац Црвеног змаја послат да се инфилтрира и уништи ОИА.
- Кенши – Слепи мачевалац који је накратко био запослен у ОИА пре него што је портал уништен, ослепевши га и насукавши га у спољни свет.
- Ли Меи – домородац из Спољашњег света чији су људи поробљени од стране Deadly Alliance. Она учествује на турниру који спонзоришу чаробњаци у нади да ће освојити њихову слободу.
- Мавадо – Мозак Црвеног змаја који је наредио Хсу Хаоу да се инфилтрира у ОИА. Убија Кабала.
- Мокап – Лик из шале за који се каже да је радио снимање покрета за Кејџове филмове. Укључено у игру као омаж графичком уметнику Мидвеја Карлосу Песини, који је портретисао неколико ликова у дигитализованим играма Mortal Kombat и извео рад снимања покрета за Deadly Alliance (тајни лик).
- Молох – Драхминов колега и подшеф игре (лик који се не може играти).
- Нитара – Манипулативна вампирица која жели да одвоји своје матично царство од спољашњег света.

Повратни ликови:
- Цирак – Бивши киборг Лин Куеи којег су Џекс и Соња спасили и регрутовали за ОИА, он је заглавио у Спољном свету и њиме манипулише Нитара.
- Џекс – Основао Агенцију за истраживање спољног света са Соњом, коју је издао оперативац ОИА који је уништио портал агенције.
- Џони Кејџ – холивудски глумац чија је каријера сада обележена спрдњом и који се нада да ће вратити свој имиџ.
- Кано – вођа Црног змаја и дугогодишњи непријатељ Соње и Џекса.
- Китана – еденска принцеза која се удружила са Гороом да би водила рат против Шао Кана, и на крају Deadly Alliance-а.
- Кунг Лао – Шаолин монах који тражи освету за смрт свог пријатеља Лиу Канга.
- Куан Чи – Подли, себични чаробњак који је склопио договор са Шанг Цунгом.
- Рејден – Бог грома који наставља свој статус мањег бога да би помогао у борби против Deadly Alliance-а.
- Рептил – Преостали члан Затеријанске расе и стручни инфилтратор.
- Шкорпион – Кван Чијев мучитељ који је напустио Подземни свет да би прогонио чаробњака.
- Шанг Цунг - Чаробњак који тражи бесмртност.
- Соња Блејд – партнер Џекса, који се осећа одговорним за нестанак два агента ОИА изгубљених у Спољном свету када је портал уништен.
- Суб-Зеро – Криокинетички ратник који поново успоставља Лин Куеи као силу за добро и тражи нове чланове.

Deadly Alliance је позната по томе што је једина игра у главној серији која не приказује Лиу Канга као лика за игру, јер се он и Шао Кахн појављују само у уводном видеу. У Konquest се помињу и смрти Гороа, Кабала, Мотароа и Шеве, али ће се касније појавити у наставцима. Краљ змајева који се спомиње у игри касније ће се појавити као Онага у наставку Mortal Kombat: Deception.
Због хардверских ограничења, порт за Game Boy Advance Deadly Alliance-а садржи 12 од 21 лика за игру: Фрост, Џекс, Кано, Кунг Лао, Кенши, Китана, Ли Меи, Куан Чи, Шкорпион, Шанг Цунг, Соња Блејд и Суб-Зеро. Други порт, поднаслов Tournament Edition, задржава само: Куан Чија, Шкорпиона и Шанг Цунга, док се додаје Бо' Раи Чо, Цирак, Драхмин, Хсу Хао, Џони Кејџ, Мавадо, Нитара, Рејден и Рептил. Tournament Edition такође додаје три додатна лика која нису била присутна у другим верзијама: Сектор (замена палета Цирак), Нуб Сајбот (замена палета Шкорпион) и Сарена из спин-офа акционе авантуре Mortal Kombat Mythologies: Sub-Zero. Обе верзије искључују Блејза, Мокапа и Молоха. Tournament Edition је једина борбена игра Mortal Kombat серијала која не садржи Суб-Зеро у било ком облику, иако би Нуб Сајбот био откривен као оригинални Суб-Зеро у Mortal Kombat: Deception.

## Развој
Упркос успеху Mortal Kombat 4, серија је почела да пати од прекомерне експозиције до касних 90-их, док је покретала углавном неуспеле или осредње пројекте. Анимирана серија Mortal Kombat: Defenders of the Realm из 1996. трајала је само једну сезону, а у новембру 1997. Mortal Kombat: Annihilation, наставак успешног оригинала из 1995. године, није био приказан у биоскопима. Акциона серија Mortal Kombat: Konquest је трајала само једну сезону 1998. упркос јакој гледаности. На предњој страни игре, Mortal Kombat Mythologies: Sub-Zero са померањем са стране је наишао на ограничен интерес, као и Dreamcast порт за Mortal Kombat 4 под називом Mortal Kombat Gold; међу критичарима, обе игре су у најбољем случају сматране осредњим и добиле су мање него позитивне критике.   Кап која је прелила чашу био је негативан пријем и лоша продаја Mortal Kombat: Special Forces из 2000. године, што је довело до тога да је Midway  ставио франшизу на чекање како би се фокусирао на развој Deadly Alliance-а.
Mortal Kombat: Deadly Alliance је био први Mortal Kombat главни наслов који је развијен директно за кућне конзоле, с обзиром на опадајућу популарност аркада у поређењу са скупим хардвером. Продуцент Ед Бун је рекао да би без „дизајнирања игре тако да вам треба четвртину на свака два и по минута“, могао бити већи фокус на једног играча. 

## Издање
Да би помогла у промоцији игре, амерички рок бенд Адема снимио је песму за игру под називом „Immortal“ и направио музички спот за њу у којем је био Шкорпион. Песма је коришћена у многим рекламама за игру, а музички видео је укључен у додатке игре, као и кратки видео снимак уживо преузет са Адеминог наступа на Electronic Entertainment Expo 2002. године. Mortal Kombat: Deadly Alliance је објављен у Уједињеном Краљевству на Дан заљубљених 2003. У једној специјалној реклами девојка грли свог дечка и док се повукла, на његовим леђима су били крвави отисци руку.  

### Mortal Kombat: Tournament Edition
Након оригиналног Game Boy Advance порта за Mortal Kombat: Deadly Alliance, друга верзија под називом Mortal Kombat: Tournament Edition је објављена 25. августа 2003.

## Пријем
Пријем за Mortal Kombat: Deadly Alliance је генерално био повољан јер је и реанимирао серију која је нестајала од касних 1990-их и донео јој многе нове иновације. Џереми Данам из ИГН-а је похвалио игру због поновног измишљања Mortal Kombat формуле, посебно указујући на Ед Бунову имплементацију „праве тродимензионалне борбе, потпуно различитих стилова борбе и дубљег, интуитивнијег комбинованог система“. Џеф Герстман из GameSpot похвалио је Deadly Alliance за његову флуидну анимацију и графику и навео да је списак „добра мешавина старих и нових лица“. Исто тако, Бењамин Турнер из GameSpy-а је поздравио додавање нових ликова на списак, и поздравио је нови систем борбе: „Можете само да седнете, искључите мозак и победите људе до крваве каше. Крег Харис из ИГН-а похвалио је верзију Game Boy Advance због њене углађености и садржаја, наводећи да је „много пажње уложено у овај пројекат, од борбеног и графичког мотора, до успостављања довољно презентације и додатака како би игра била одлична за једног играча наслов." 
GameSpot је прогласио Deadly Alliance другим најбољим GameCube издањем из новембра 2002.  и доделио игри годишње награде „Најбоља борбена игра на Xbox-у“ и „Најбоља борбена игра на GameCube-у“.   Такође је освојио награду за најбољу свађу на Г-Пхориа 2003,  а касније ће такође бити укључен у најпродаваније буџетске линије за све три конзоле, PlayStation 2's Greatest Hits, GameCube's Player's Choice, и Xbox's Platinum Hits. 

### Продаја
По објављивању, игра је продата у више од 350.000 јединица за девет дана, 1 милион у првом месецу и више од 1.3 милиона до јануара 2003. Адемин диск са саундтреком "Immortal" такође је продат у 24.000 примерака у Сједињеним Државама. 
До јула 2003, према ИГН-у, Deadly Alliance је продао 2 милиона примерака.  У априлу 2011, Ед Бун је рекао да је игра продата у 3,5 милиона примерака.  Према Данхамовој ретроспективи у ИГН-у, Deadly Alliance је „одмах освојио и критичаре и обожаватеље, зарадивши најбоље критике серије од Mortal Kombat II, и преместивши милион копија у року од 6 недеља. Deadly Alliance би на крају више него удвостручио ту цифру. Mortal Kombat се вратио.“